# 에드윈 홀

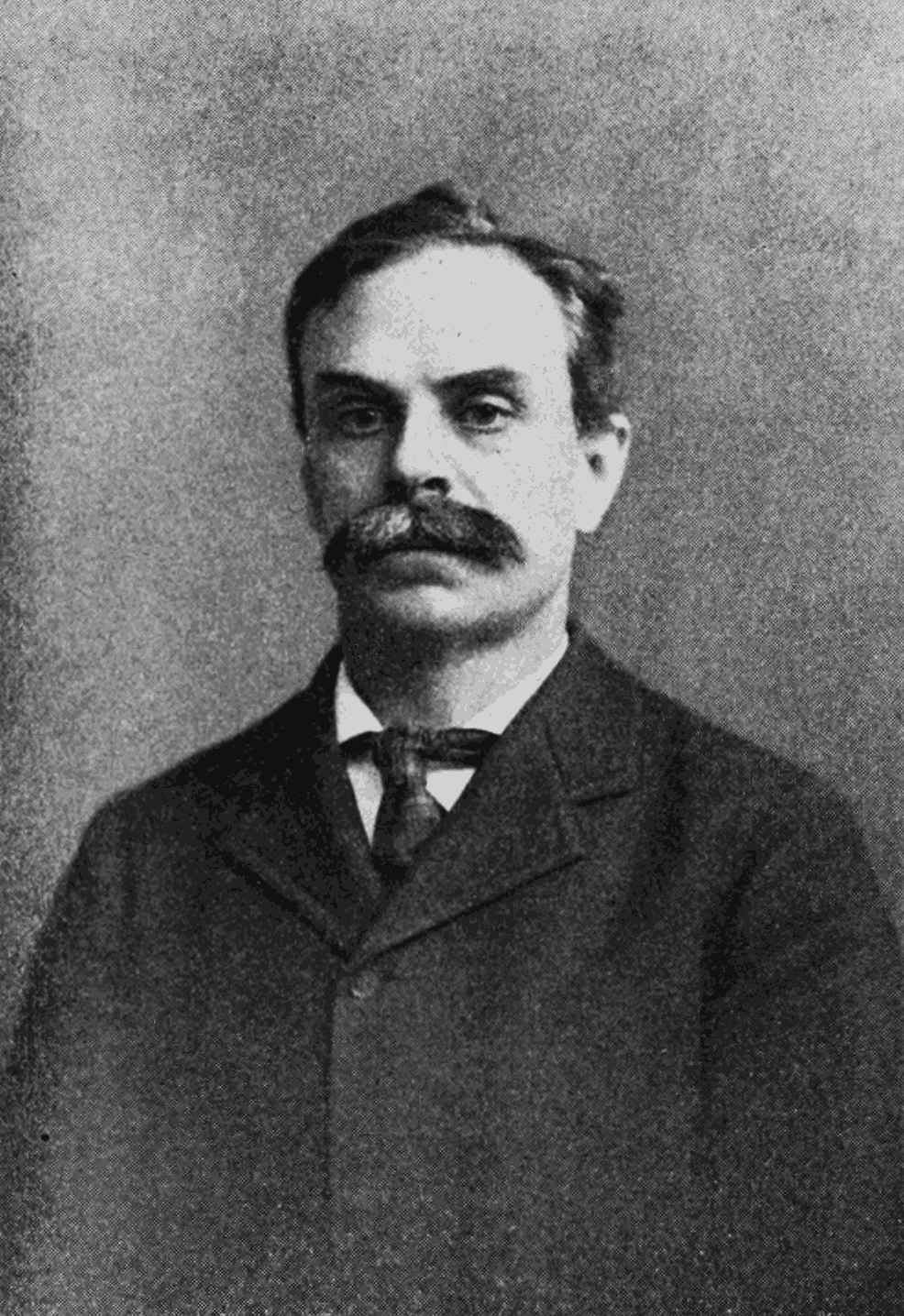

에드윈 홀(Edwin Hall, 1855년 11월 7일~1938년 1월 20일)은 홀 효과를 발견한 미국의 과학자이다. 우리가 현재 사용하고 있는 많은 전자 소자들의 전자의 움직임을 제어하기 위한 수단으로 자기장에 관심을 갖고 관련 연구들을  수행해 온 많은 과학자들 중 하나이다.
에드윈 홀이 1879년에 논문으로 홀 효과를 발표해 자기장이 전자의 운동에 미치는 영향을 실험으로 증명했다.

## 같이 보기
- 홀 효과